# Amtsgericht Bad Neuenahr-Ahrweiler
Das Amtsgericht Bad Neuenahr-Ahrweiler ist ein Gericht der ordentlichen Gerichtsbarkeit im Land Rheinland-Pfalz mit Sitz in Bad Neuenahr-Ahrweiler.

## Gerichtssitz und -bezirk
Das Gericht hat seinen Sitz in Bad Neuenahr-Ahrweiler im Landkreis Ahrweiler. Es gehört zum Landgerichtsbezirk Koblenz.

## Gebäude

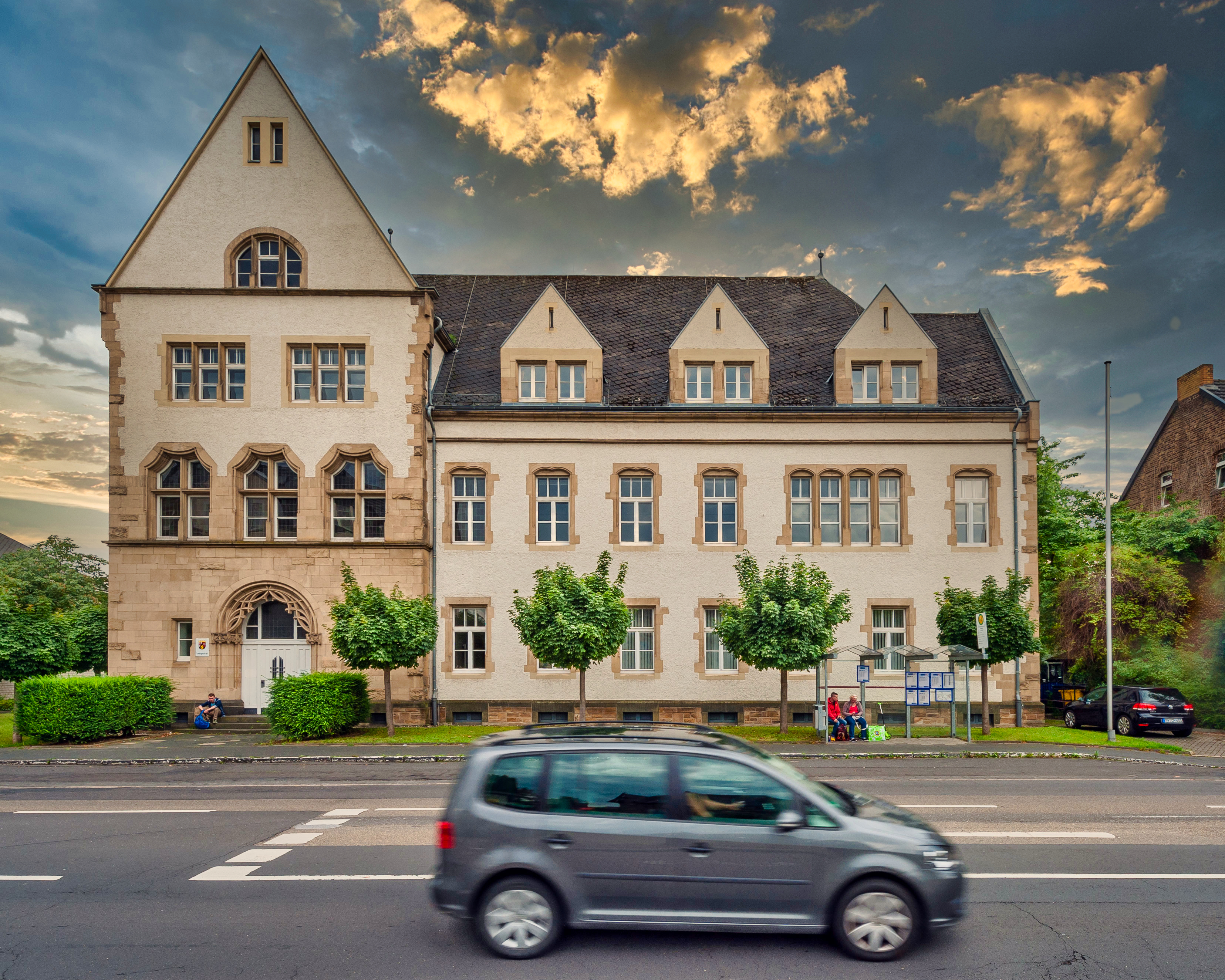
Gerichtsgebäude (2019)

Das Gerichtsgebäude befindet sich in der Wilhelmstraße 55–57 in Bad Neuenahr-Ahrweiler. Der alte späthistoristische Putzbau entstand um 1900. Der zweigeschossige Tuffquaderbau ist ein geschütztes Baudenkmal. Der rückwärtige Neubau entstand in den 1990er Jahren.

## Zuständigkeit
Das Amtsgericht Bad Neuenahr-Ahrweiler ist für alle Angelegenheiten zuständig, die bei einem Amtsgericht anhängig gemacht werden können.

## Übergeordnete Gerichte
Dem Amtsgericht Bad Neuenahr-Ahrweiler sind das Landgericht Koblenz, das Oberlandesgericht Koblenz und der Bundesgerichtshof übergeordnet.